# П'ятигорович Казимир Олександрович
Казими́р Олекса́ндрович П'ятигоро́вич (пол. Kazimierz Piatyhorowicz, 1855 — ?) — відомий скрипаль, альтист, педагог. Вів клас скрипки і альту в приватних школах Києва, був професором Музичної школи М. Тутковського, входив до складу струнного квартету М. Сікарда, приятелював з М. Лисенком.

## Педагогічна діяльність
Закінчив Московську консерваторію.
Викладав гру на скрипці і альті в різних навчальних закладах Києва, таких як:
- Друга Київська чоловіча гімназія[2]
- Музична школа М. Тутковського
- Музично-драматична школа С. Блуменфельда (скрипка)
- Київське музичне училище[3]
- Музично-драматична школа М. Лисенка[4]

З теплом згадує свого вчителя по Київському музичному училищу відомий диригент і скрипаль Народний артист СРСР Юрій Федорович Файєр (1890―1971): «Урок П'ятигорович вів захоплено, з повною самовіддачею, і займатися з ним завжди було цікаво, хоча і не легко. Між вчителем і учнем незабаром встановився контакт, що, звичайно, в чималій мірі сприяло моїм швидким успіхам у навчанні».

## Концертна діяльність
Брав участь в численних камерних концертах. Приятелював з М. Лисенком і М. Сікардом. Організовані М. Сікардом та М. Лисенком вечори камерної музики, в яких брав участь П'ятигорович, викликали особливу зацікавленість і резонанс у пресі: «У Києві даються вечори камерної музики гуртком, складеним п. Сікардом з місцевих музикантів. Ці вечори вже починають привертати увагу публіки. В осінньому півріччі п. Сікардом спільно в пп. Лисенком, П'ятигоровичем, Шебеликом і Жуковським були влаштовані три камерних вечори, що склали першу серію».
У 1870-ті—1880-ті роки брав участь у камерному ансамблі у складі: О. Шевчик — скрипка, К. П'ятигорович — альт, В. Алоїз — віолончель, М. Лисенко — фортепіано).
Брав участь у виконанні «Менуету» для двох скрипок, альта і віолончелі (виконавці Сікард, П'ятигорович, Ф. фон Мулерт і Шутман).
1903 року брав участь в струнному октеті Р. Глієра, до якого входили крім П'ятигоровича також київські музиканти Безман, Котляр, Шебелик, Поспішил, а також скрипаль з Москви Сараджев і альтист Крижановський.

## Громадська діяльність
Входив до складу музичної комісії при Літературно-артистичному товаристві. До складу цієї комісії, очолюваної Миколою Лисенком, входили також Єлизавета Мусатова-Кульженко, Михайло Сікард,  Карл Шадек, Микола Тутковський, Людмила Паращенко. Однак 1905 року товариство було закрите царською поліцією.